# Oecophylla
Fourmi tisserande
Genre
Oecophylla ou Fourmi tisserande est un genre d'insectes de la famille des Formicidae, sous-famille des Formicinae, de la tribu des  Oecophyllini. Ces fourmis vivent dans les arbres et tissent des nids à partir de feuilles d'arbres encore attachées à leur branche, qu'elles attachent entre elles avec des fils de soie produits par leurs larves.

## Historique et dénomination
Le genre Oecophylla  a été décrit par l'entomologiste britannique Frederick Smith en 1860.

## Histoire évolutive
Le genre Oecophylla s'est essentiellement développé durant l'Oligocène et le Miocène.

## Taxinomie

### Liste des espèces vivantes
- Oecophylla longinoda (Latreille, 1802)
- Oecophylla smaragdina (Fabricius, 1775) Espèce type pour le genre

### Liste des espèces éteintes
La liste des espèces fossiles s'établit à quinze espèces selon Paleobiology Database :
- †Oecophylla atavina Cockerell, 1915 (avec un synonyme Oecophylla perdita Cockerell, 1915))
- †Oecophylla bartoniana Cockerell, 1920
- †Oecophylla brischkei Mayr, 1868
- †Oecophylla crassinoda Wheeler, 1922
- †Oecophylla eckfeldiana Dlussky et al. 2008
- †Oecophylla grandimandibula Riou 1999

- †Oecophylla leakeyi Wilson & Taylor, 1964
- †Oecophylla macropetra Dlussky 1981
- †Oecophylla megarche Cockerell, 1915
- †Oecophylla obesa (Heer, 1850)
- †Oecophylla praeclara Foerster, 1891
- †Oecophylla sicula Emery, 1891
- †Oecophylla superba Théobald, 1937
- †Oecophylla taurica Perfilieva et al. 2017

†Oecophylla xiejiaheensis a été renommé en †Camponotites xiejiaheensis Hong 1983

## Galerie

Quelques espèces vivantes du genre Oecophylla.
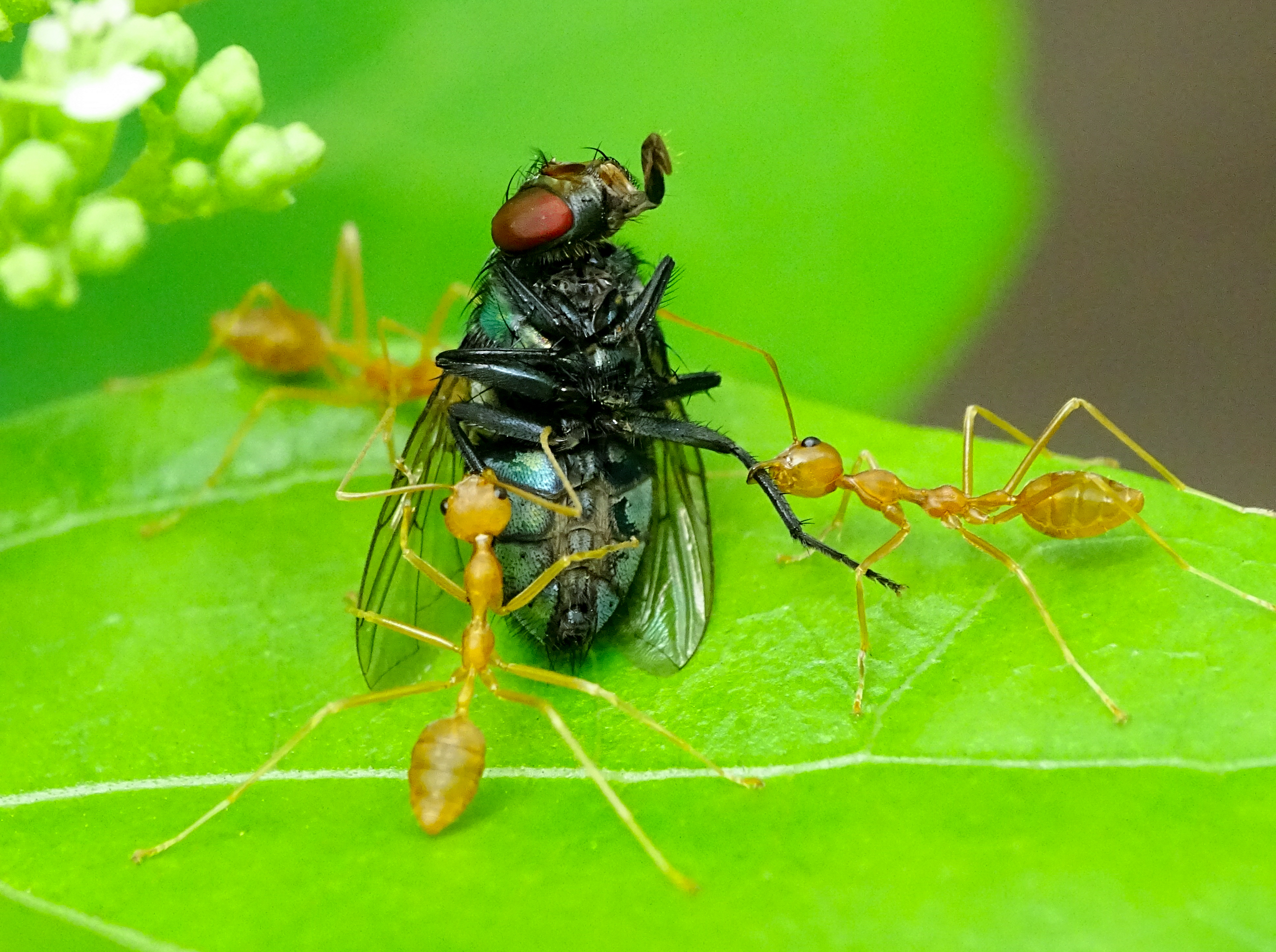
Nid de fourmis tisserandes.
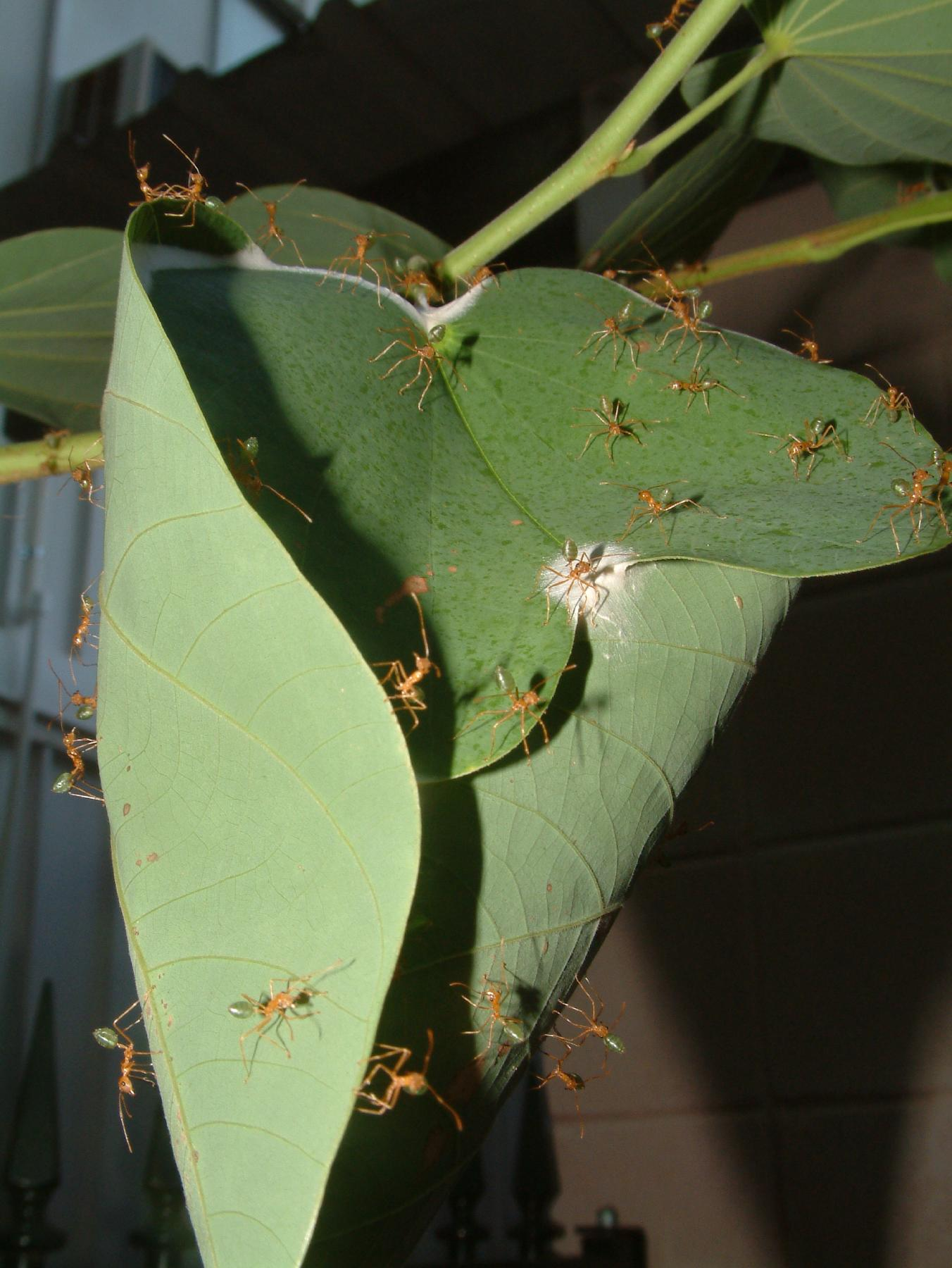
Nid de fourmis tisserandes.
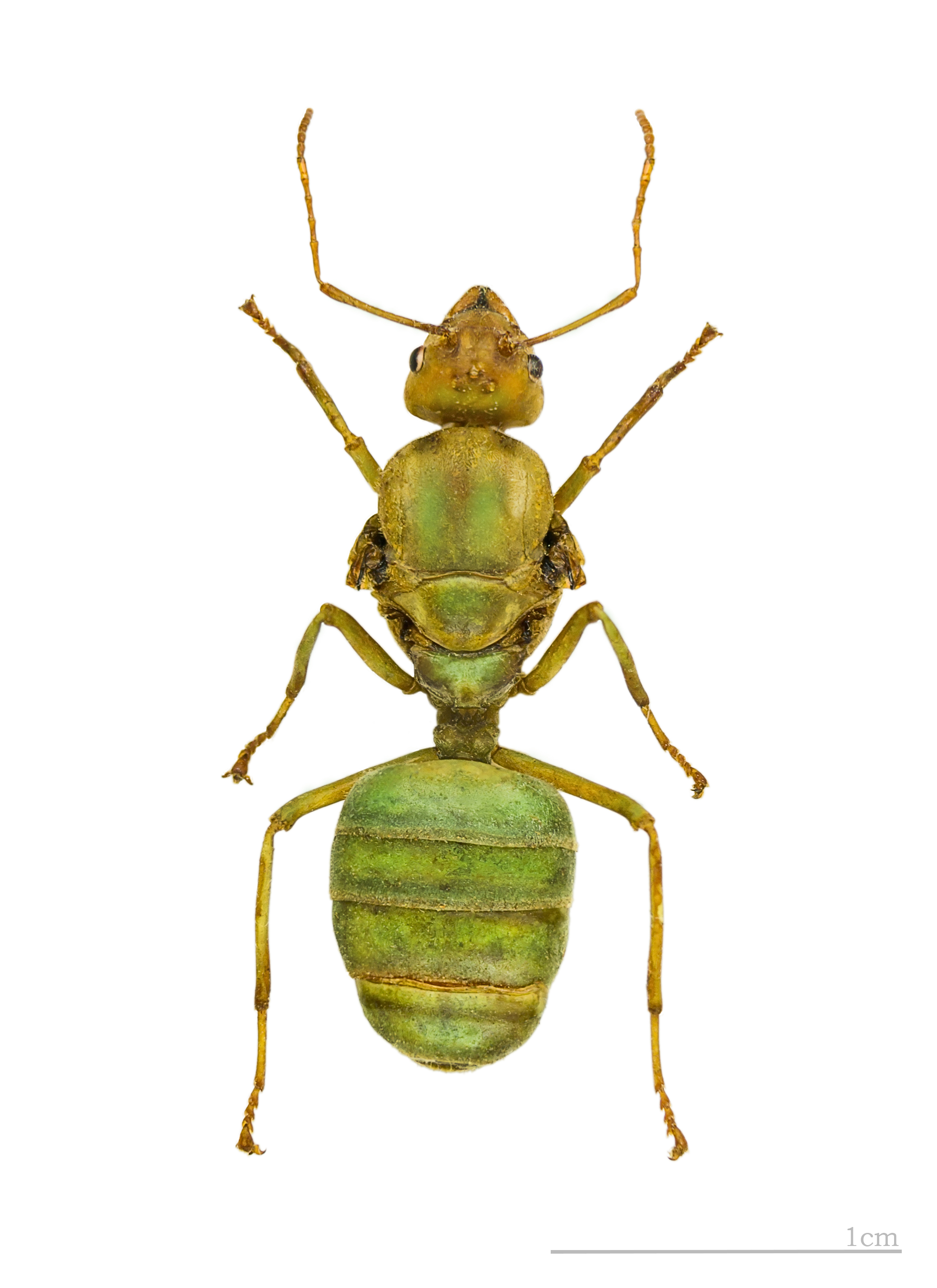
Reine de l'espèce type vivante Oecophylla smaragdina.